# Leioproctus macrodontus
Leioproctus macrodontus är en biart som först beskrevs av Rayment 1935.  Leioproctus macrodontus ingår i släktet Leioproctus och familjen korttungebin. Inga underarter finns listade i Catalogue of Life.